# 雷万兴
雷万兴，唐朝时岭南蛮族领袖，潮州人，一说其为畲族先民。
唐高宗总章二年（669年），雷万兴与苗自成等人，先后领导广东潮州、福建南部蛮民起事，反抗唐朝统治。仪凤二年（677年），会同广东汀、潮一带的陈谦所率变民军八千攻打潮州，击败唐军，攻陷潮阳（今广东潮阳西北），围困潮州州治海阳（今广东省潮州市）。被陈元光所率唐军镇压。唐中宗景龙二年（708年），雷万兴与苗自成的儿子、蓝奉高等领导起事，集结潮州一带，挺进岳山，战陈元光军。唐睿宗景云二年（711年），蓝奉高在绥安击杀漳州刺史陈元光。唐玄宗开元三年（715年）蓝奉高被镇压，起义失败。